# Бутурпсстреммен
Бутурпсстреммен (швед. Botorpsströmmen) — мала річка на півдні Швеції, у східній частині Йоталанду, у Смоланді. Довжина річки становить 75 км, площа басейну  — 998,8 км².  На річці побудовано 8 ГЕС малої потужності. 

## Географія
Впадає у затоку Госф'єрден (швед. Gåsfjärden) Балтійського моря. Найбільша (ліва) притока – Фальстербуон (швед. Falsterboån). 

## ГЕС
На річці побудовано 8 ГЕС малої потужності з загальною встановленою потужністю 5,321 МВт та з загальним середнім річним виробництвом близько 15,19 млн кВт·год. Крім того 3 ГЕС побудовані також на притоці річки та 1 ГЕС — на одному з її відгалужень біля гирла.       